# Nogometni klub Uskok Klis
Il Nogometni klub Uskok è una società calcistica croata con sede nella città di Clissa (in croato Klis), situata nella Regione spalatino-dalmata. Il punto più alto nella storia del club è stato il 3º posto nel girone marittimo della 2.HNL 2002-03.
La società prende il nome dagli Uscocchi (in lingua serbo-croata Uskoci, singolare Uskok) i quali erano una popolazione costituita prevalentemente da cristiani originalmente dei Balcani riversatisi sulle coste del Mare Adriatico per sfuggire all'avanzata dei Turchi. Inizialmente famosi per le loro operazioni di feroce guerriglia contro i turchi, risolsero poi di dedicarsi alla pirateria: dal loro quartier generale a Segna, presso Quarnaro, organizzarono veloci spedizioni di saccheggio sia contro le rotte turche che contro la Repubblica di Venezia.
Dal 1963 gioca le partite interne allo stadio Iza Grada (capienza 2000 posti circa)
| Stagione | Liv. | Campionato                 | Posizione       |
| -------- | ---- | -------------------------- | --------------- |
| 1992-93  | 3    | 3.HNL - Gir. Sud           | 1º (promosso)   |
| 1993-94  | 2    | 2.HNL - Gir. Sud           | 7º              |
| 1994-95  | 2    | 2.HNL - Gir. Sud           | 1º              |
| 1995-96  | 2    | 1.HNL "B"                  | 10º             |
| 1996-97  | 2    | 1.HNL "B"                  | 11º             |
| 1997-98  | 2    | 2.HNL - Gir. Sud           | 5º (retrocede)  |
| 1998-99  | 3    | 3.HNL - Gir. Sud           | 14º (retrocede) |
| 1999-00  | 4    | 1.ŽNL Splitsko-dalmatinska | 1º (promosso)   |
| 2000-01  | 3    | 3.HNL - Gir. Sud           | 2º (promosso)   |
| 2001-02  | 2    | 2.HNL - Gir. Ovest/Sud     | 4º              |
| 2002-03  | 2    | 2.HNL - Gir. Ovest/Sud     | 3º              |
| 2003-04  | 2    | 2.HNL - Gir. Sud           | 7º              |
| 2004-05  | 2    | 2.HNL - Gir. Sud           | 12º (retrocede) |
| 2005-06  | 3    | 3.HNL - Gir. Sud           | 15º             |
| 2006-07  | 3    | 3.HNL - Gir. Sud           | 16º             |
| 2007-08  | 3    | 3.HNL - Gir. Sud           | 18º (retrocede) |
| 2008-09  | 4    | 4.HNL - Sud, Gir. A        | 1º (promosso)   |
| 2009-10  | 3    | 3.HNL - Gir. Sud           | 3º              |
| 2010-11  | 3    | 3.HNL - Gir. Sud           | 10º             |
| 2011-12  | 3    | 3.HNL - Gir. Sud           | 7º              |
| 2012-13  | 3    | 3.HNL - Gir. Sud           | 15º (retrocede) |
| 2013-14  | 4    | 1.ŽNL Splitsko-dalmatinska | 6º              |
| 2014-15  | 4    | 1.ŽNL Splitsko-dalmatinska | 12º             |
| 2015-16  |      |                            |                 |

## Palmarès

### Competizioni regionali
- Treća nogometna liga: 1

2008-2009 (girone Sud)